# Doray
Die Doray, Inc. war ein US-amerikanischer Automobilhersteller, der nur 1950 in Miami Springs (Florida) ansässig war.
Gebaut wurde ein zweitüriger Roadster mit drei Sitzplätzen mit GFK-Karosserie auf Basis des Jeepster, von dem auch der Sechszylinder-Reihenmotor, ein 2,4 l- oder 2,6 l-Willys-Lightning, stammte. Die Motorhaube war im Stil des Cord von 1936/1937 gehalten. Da die Kotflügel den Vorderrädern kaum Platz zum Einschlagen ließen, war der Vorderwagen so am Chassis aufgehängt, dass er beim Einlenken mitschwenkte.